# Смрт и државна сахрана Леонида Брежњева
Дана 10. новембра 1982. године, Леонид Иљич Брежњев, трећи генерални секретар Комунистичке партије Совјетског Савеза (КПСС) и пети вођа Совјетског Савеза, умро је у 75. години након што је претрпео срчану инсуфицијенцију након година тешких болести. Његову смрт је истовремено званично признала 11. новембра совјетска радио и телевизија. Брежњеву је приређена државна сахрана након три пуна дана националне жалости, а затим је сахрањен у појединачној гробници на Црвеном тргу у некрополи на зиду Кремља. Јуриј Андропов, будући Брежњевљев наследник на месту генералног секретара, био је председник комитета задуженог за управљање Брежњевљевом сахраном, одржаном 15. новембра 1982, пет дана након његове смрти.
Сахрани је присуствовало ‑ и шест шефова и заменика шефова држава, ‑ два шефа и заменика шефова влада, ‑ два шефа министарстава иностраних послова, правде, одбране или других владиних министарстава, шест лидера страних законодавних тела и пет принчева. Већина светских нација предвођених Комунистичком партијом 1982. године била је заступљена; Представнике је послало ‑ четрдесет седам комунистичких партија из земаља у којима партија није била на власти. Председник Сједињених Држава Роналд Реган послао је потпредседника Џорџа Старог Буша. Посмртне говоре су одржали Јуриј Андропов, Дмитриј Устинов, Анатолиј Александров, Виктор Пушкарјов и Алексеј Гордиенко.

## Завршна година
Брежњев је имао разне кардиоваскуларне болести од 1974. До 1982. године, најштетније од њих су постале артериосклероза аорте и срчана исхемија и аритмија, што је све погоршано његовим тешким пушењем, гојазношћу и зависношћу од средстава за смирење и лекова за спавање.
Брежњев је претходно разговарао о свом пензионисању са Јуријем Андроповом и министром спољних послова Андрејем Громиком 1979.  Без преседана или постојећих процедура за добровољно пензионисање генералног секретара, већина Политбироа је уместо тога преферирала стабилност обезбеђену задржавањем статуса кво и избегавањем промена у руководству упркос мањински став о потреби за „дашком свежег ваздуха“. Уз захтев Политбироа да остане, Брежњев није одбио: „Ако сте сви овог мишљења, ја ћу радити још мало“.
Политбиро је био номинално успешан у скривању многих Брежњевљевих болести. Међутим, одлука да се одустане од пензионисања значила је да су до почетка 1982. бројни догађаји почели јавно да илуструју опадање Брежњевљевог здравља, током његове последње године на функцији.

### Јануар–април 1982.
На сахрани Михаила Суслова 25. јануара 1982, Брежњев је „изгледао збуњен“ елементима церемоније, показујући несигурност када да поздрави трупе у пролазу. Док су остали чланови Политбироа остали да стоје, Брежњев је два пута виђен како се креће иза парапета Лењиновог маузолеја како би сео у столицу и пио течност из шоље. Три недеље касније, док је присуствовао сахрани колеге члана Централног комитета Константина Грушевог, Брежњев је виђен како силно плаче док је исказивао саучешће Грушевовој удовици — сцена која је емитована без цензуре — први пут када је Брежњев приказан савладан од емоција на совјетској телевизији.
Дана 6. марта 1982. године, док је на аеродрому Внуково дочекао пољског премијера Војчеха Јарузелског, Брежњевов ход је померен и чинило се да мучи дах. Четири дана касније, 10. марта, Брежњев се састао са председником Финске Мауном Коивистом. На тим састанцима, као и два дана касније на свечаности поводом Међународног дана жена у Бољшој театру, Брежњевово здравље се приметно побољшало. Брежњевљева посета Бољшој била је његово четврто јавно појављивање у пет дана.

#### Несрећа у фабрици у Ташкенту
Дана 21. марта 1982. Брежњев је започео посету совјетској централној Азији која је укључивала посебно ригорозан распоред „церемонија доделе медаља, говора и посета индустријским и пољопривредним предузећима“. Дана 25. марта док је обилазио фабрику авиона Чкалов у Ташкенту са првим секретаром Комунистичке партије Узбекистана Шарафом Рашидовом, Брежњев је повређен када су се ограде - скеле на модној писти изненада срушиле под тежином више окупљених фабричких радника, павши на врх Брежњева и његов безбедносни детаљ, Брежњев је добио потрес мозга и сломио десну кључну кост. Каснија тајновитост око ове несреће навела је западне новинаре да спекулишу да је Брежњев доживео мождани удар, наводно током повратка из Ташкента, пошто није било вести о Брежњевовом доласку у Москву након 2.770 km (1.720 mi) путовање. Недостатак снимака био је необично кршење протокола од стране совјетске штампе, која је увек документовала доласке највишег руководства након важних функција у иностранству. По слетању на московски аеродром Внуково, Брежњев је извађен из свог авиона Иљушин Ил-62 носилима и одведен у Поликлинику Кремља  где је, према западним извештајима, остао без свести у коми у критичном стању неколико дана. Брежњевљеве повреде су додатно оптеретиле његово ионако несигурно здравствено стање, околност која је допринела продуженом времену опоравка — на пример, сломљена кључна кост — једна повреда која је „касније одбила да се поправи“.
Већина ангажмана у Брежњевљевом календару, укључујући државну посету председника Јужног Јемена Алија Насера Мохамеда, отказани су непосредно након несреће. За совјетско министарство спољних послова, двоструки задаци негирања Брежњевљевих повреда уз објашњавање његовог упадљивог одсуства постали су компликованији напор. Првобитни одговор Министарства је био да 5. априла објави писану изјаву у којој се тврди да је Брежњев био на „рутинском зимском одмору“, али њихова изјава није спречила све веће спекулације да је Брежњев преминуо од последица рањавања. У светлу овога, у Академији наука је 14. априла одржана потпунија конференција за новинаре, међутим, избор лекара замене — Николаја Николајевича Блохина, уместо Брежњевљевог кардиолога Јевгенија Чазова — није утицао на заустављање гласина, са Блохином. само понављајући ранију тврдњу Министарства спољних послова да се Брежњев "одмарао у зимском периоду".
У даљем покушају да се пројектује нормалност, министар одбране Устинов је 16. априла дао прве јавне коментаре члана Политбироа од несреће када је уручио награду граду Сочију док је у говору величао Брежњевљев ратни рекорд. Два дана касније, 18. априла, предлог који је Совјетима раније, 6. априла, послао амерички председник Роналд Реган, искоришћен је у новијим настојањима да се негирају гласине о смрти Брежњева. Реган је позвао Брежњева да му се придружи на предстојећој конференцији Уједињених нација о разоружању у Њујорку у јуну, рекавши „Мислим да би било добро да он и ја разговарамо“. Политбиро је искористио овај предлог за издавање сопственог контрапредлога, при чему је Брежњев, као одговор на монтирано питање постављено у Правди, предложио састанак са Реганом у Финској или Швајцарској у октобру уместо у јуну, произвољно датум октобар је постављен довољно далеко у будућност у нади да би то могло "разбити домаће и стране спекулације о здрављу совјетског лидера и његовој одрживости као функционалног лидера".
Ову мотивацију је приметио амерички амбасадор у Совјетском Савезу Артур Хартман, који је 19. априла одржао састанак са совјетским министром културе Петром Демичевим. Током састанка Демичев је нагласио важност одржавања самита без обзира на октобарски датум који је Брежњев дао у Правди, што је у супротности са акцентом совјетских медија на октобар, а не на јун. Према Хартману, разлика у датумима је била „додатна индикација да јавно помињање октобра има скривену сврху да увери совјетске грађане да ће Брежњев још увек имати око шест месеци од сада“. Гласине у вези са смрћу Брежњева нису укинуте све до отприлике четири недеље након несреће, 22. априла 1982, када се Брежњев коначно појавио у јавности изгледајући „знатно мршавији“ у Конгресној палати у Кремљу током прославе обележавања 112. годишњице Лењиновог рођења.

### Мај–август 1982.
Брежњев је следеће јавно појављивање било на годишњим првомајским свечаностима 1. маја 1982. године, где је стајао на балкону Лењиновог маузолеја током целе 90-минутне параде, иако је показивао држање које је „потврђивало раније утиске човека, за кога је јавност прилике су биле напрезање“. 23. маја 1982. Брежњев је говорио у Кремљу 30 минута у неразговјетном говору у којем је изразио одобравање понуде председника Регана о новим преговорима о стратешком наоружању.
Брежњев је 25. маја одржао састанке са председником Аустрије Рудолфом Киршлегером. Следећег дана, 26. маја, објављено је да је Јуриј Андропов поднео оставку на место шефа КГБ- а након што је на пленуму постављен на највиши положај у Секретаријату Комунистичке партије. Западни аналитичари спекулишу да је Андроповљев прелазак у Секретаријат ојачао његову позицију међу осталим могућим наследницима Брежњева, уз напомену да „нема назадовања у позицији Константина Черњенка “, колеге члана Секретаријата који је „помоћу својих блиских повезаност са Брежњевом“ је „сигурно учествовала у свакој борби за сукцесију“. Западни аналитичари су такође констатовали да нема „опипљивих знакова било каквог смањења“ у контроли Брежњева. Међутим, инсајдери на састанку од 26. маја су приметили да Брежњев „једва може да хода“ и да је требало да га „подржи чувар прерушен у помоћника“. Када је Брежњев покушао да се попне на други део бине, „умало је пао и стражар је морао да га буквално одвуче“ до свог седишта, где је седео до краја састанка са празним погледом, у стању сличном оно „живе мумије“.
Брежњев је у јулу отишао из Москве на свој уобичајени летњи одмор у црноморско уточиште на полуострву Крим, где га је у августу посетио пољски премијер Јарузелски, који је Брежњева обавестио „отрежњујући извештај о континуираном отпору“ ванредном стању у Пољској.

### Септембар–октобар 1982.
Септембра 1982. спекулисали су извори из совјетске владе на тему Брежњевљевог пензионисања, када су ти извори сугерисали да би Брежњев могао да напусти функцију са изузетним почастима, вероватно у децембру 1982, у време прославе 60. годишњице формалног успостављања Совјетског Савеза. године 1922. Западни експерти су рекли да су извештаји о предстојећој оставци вероватно део кампање чланова Политбироа да или покушају да потисну Брежњева са функције или да поткопају шансе Черњенка у било ком реду.
Упркос сугестијама о пензионисању, у септембру 1982. појавио се Брежњев који је наставио да ради. Брежњев је 14. септембра поново потврдио подршку Палестинској ослободилачкој организацији. Изјаве дате 16. септембра на вечери за гостујућег председника Јужног Јемена Алија Насера Мухамеда (поново заказано након што је прва посета отказана након Брежњевљеве несреће у Ташкенту) сигнализирале су Брежњевљеву жељу да дозволи Совјетском Савезу већу улогу у било којој новој средњој Источни мировни процес. Брежњев се 21. септембра састао са индијском премијерком Индиром Ганди у Москви. Иако је премијерка разговарала са Брежњевом у вези са забринутошћу Индије због све већег утицаја Сједињених Држава и Кине на Пакистан, она је наводно избегавала друге тешке дискусије током њихових састанака, захваљујући Брежњевљевом „дрхтавом разумевању питања“.
Последње недеље септембра Брежњев се вратио у совјетску централну Азију, у посету Бакуу, где је изразио жељу да ојача кинеско-совјетске односе у говору одржаном пред локалним совјетским руководством Азербејџана. Брежњевљев говор у Бакуу био је уочљив по необичном тренутку „разборитости и конфузије“ када је, након што је Азербејџан погрешно назвао „Авганистан“, постало очигледно да Брежњев чита из погрешног говора. Када је добио исправне папире за читање, Брежњев је приметио да ће грешка — иако „није његова грешка“ — бити исправљена тако што ће он поново почети говор „из почетка“.
Крајем октобра Брежњев је одржао говор пред совјетским војним вођама окупљеним у Кремљу, где је обећао подршку „помагању да се повећа борбена спремност совјетских оружаних снага“ и „надоградњи војне технологије“ како би се супротставиле Уједињеним државе, које је описао као претње да ће „гурнути свет у пламен нуклеарног рата“. Брежњев је поново нагласио потребу за добрим односима са Кином, чије је неговање описано као „немало важно“.
Брежњев је 30. октобра 1982. разменио своју последњу преписку са председником Реганом, који је десет дана раније писао о стању совјетског дисидента Анатолија Шчаранског, који је од 27. септембра штрајковао глађу док је био затворен у Чистопољу. Реган је предложио ослобађање Шчаранског како би могао да емигрира у Израел. Брежњев је одговорио да због тога што је Шчарански био злочинац у очима совјетске јуриспруденције, ствар „лежи у искључивој надлежности совјетске државе“ и да „нема ни правних ни било каквих других основа да се то реши на начин који бисте желели“.

### новембарски завршни јавни наступ
У недељу 7. новембра 1982, три дана пре него што је умро, Брежњев је обележио 65. годишњицу бољшевичке револуције присуствовањем годишњој војној паради кроз Црвени трг. Носећи затамњене наочаре да се заштити од сунчеве светлости и показујући мало анимације, Брежњев је стајао на балкону Лењиновог маузолеја заједно са другим члановима Политбироа два сата на ниским температурама док су војни пукови трупа и оклопних возила пролазили поред њих. У говору у Кремљу након параде, Брежњев је навео „суштину наше политике” Совјетског Савеза као „мирољубивост” и говорио о „искреној тежњи за равноправном и плодоносном сарадњом са свима који желе такву сарадњу”, уз напомену да је „ дубоко уверење да ће управо такав начин довести човечанство до мира за живе и будуће генерације“.

## Смрт и декларација
У понедељак, 8. новембра 1982, Брежњев је провео празник Октобарске револуције у лову у Завидову.
У уторак 9. новембра, Брежњев је провео оно што је требало да буде његово последње јутро у својој канцеларији у Кремљу на састанку са Андроповом, радећи на документима и разговарајући телефоном са министром унутрашњих послова Николајем Шчелоковим. Брежњев је тада спавао у подне. Када се пробудио, затекао је поподневни састанак са Тољом берберином који је отказао Брежњевљев телохранитељ Медведев, након што се берберин појавио на послу јако пијан. Медведев је на крају сам направио фризуру Брежњева, а Брежњев је напустио Кремљ у 19:30 МСК (УТЦ+3:00). Путујући у Брежњевовој лимузини ЗиЛ, Медведев је запалио цигарету „да би Брежњев могао [пасивно] да удахне дим“. Брежњев се повукао у кревет пре емитовања вести у уторак увече, а једина замерка била је да „није могао много да једе“.
Ујутро у среду 10. новембра, Брежњевљеви телохранитељи су га пронашли „како непомично лежи у кревету“. Учињен је кратак напор да га реанимирају све док кардиолог Чазов, кога је Медведев позвао из Поликлинике у Кремљу, брзо није утврдио да је већ неколико сати мртав након срчане инсуфицијенције.
Први наговештај совјетском народу да је дошло до смрти унутар највишег руководства стигао је у среду увече у 19:15 МСК на Каналу 1, када је телевизијски програм у част „Дана милиционера“ замењен документарцем о Владимиру Ленин. У 21:00 МСК на информативној емисији совјетске државне телевизије Врема (Врема), водитељи су носили мрачну одећу уместо своје уобичајено неформалне хаљине. Непланирани програм ратних реминисценција емитован је након вести, док је на Каналу 2 утакмица хокеја на леду замењена концертом Патетичке симфоније Чајковског.
У почетку су совјетски грађани веровали да је Андреј Кириленко погинуо, пошто неколико дана раније није био присутан на 65. годишњици Октобарске револуције (умро је 1990. године). Спекулације да је Брежњев умро почеле су када је примећено да Брежњев није потписао честитку коју је објавио ТАСС председнику Анголе Жозеу Едуарду дос Сантосу, поводом Дана независности Анголе. Претходних година поруку је потписивао Брежњев, али је овом приликом потписана у име Централног комитета.
Потврда о смрти Брежњева коначно је објављена у четвртак, 11. новембра, истовремено од стране совјетских радио и телевизијских водитеља. Телевизијско саопштење је са сузама у очима прочитао Игор Кирилов у 11:00 МСК.

### саучешће
Након вести о смрти Брежњева, сиријски председник Хафез ал-Асад прогласио је седам дана жалости. Куба и Лаос прогласили четвородневну жалост; Никарагва, Авганистан, Индија, Вијетнам и Кампучија прогласили су тродневну жалост, док је Северна Кореја прогласила један дан жалости. Аргентина је такође прогласила један дан жалости — посебно за 15. новембар — док је наложила да се аргентинска застава вијори на пола копља три дана.
Папа Јован Павле II обећао је "посебну мисао за сећање на славног преминулог", док је бивши западнонемачки канцелар Хелмут Шмит рекао да ће смрт Брежњева "болно осетити". Влада Народне Републике Кине изразила је „дубоко саучешће“, док је индијска премијерка Индира Ганди, чија је влада добила совјетску војну опрему путем Индо-совјетског споразума о пријатељству и сарадњи, рекла да је „он [Брежњев] стајао уз нас у нашој тренутак потребе“.
У Токију, главни секретар кабинета Киићи Мијазава издао је званичну изјаву Јапана у којој је смрт Брежњева описао као „заиста жалосни догађај за развој пријатељских односа“ и изразио саучешће „оштећеној породици и народу Совјетског Савеза“. Француски председник Франсоа Митеран говорио је о Брежњеву као о „великом лидеру Совјетског Савеза, државнику чија ће еминентна улога у свету бити упамћена по историји“, док је у изјави краљице Елизабете II описано како је „са жаљењем сазнала о смрти председника Брежњева“, и саопштила „у своје име и у име британског народа ... наше симпатије према вама и народу Совјетског Савеза.“
Дана 12. новембра гвајански председник Форбс Бурнхам написао је поруку у књизи саучешћа совјетске амбасаде у Џорџтауну, где је приметио како је Совјетски Савез изгубио „лидера и државника чији је свеобухватни интерес и самонаметнути циљ био свет у коме је доминирао мир“.
Говорећи на церемонији Дана ветерана, амерички председник Роналд Реган назвао је Брежњева „једном од најважнијих светских личности за скоро две деценије“ и изразио наду у побољшање совјетско – америчких односа. Реган је затим посетио совјетску амбасаду у Вашингтону, 13. новембра, да би потписао поруку у књизи саучешћа амбасаде. Реган је касније описао да је имао „чудан осећај на том месту“, напомињући како се нико, осим амбасадора, није смејао. Амбасадор Анатолиј Добрињин приметио је да се Реган појављује „чуван и веома спутан када је улазио у амбасаду ... питајући се какво је то место“, али је навео да је Реган деловао „више у свом елементу до краја своје посете“.

### наследство Андропова
Двадесетчетворочасовно кашњење у проглашењу смрти Брежњева касније су коментатори Првог света видели као доказ текуће борбе за моћ у совјетском руководству око тога ко ће наследити место генералног секретара. Пре тога, Јуриј Андропов и Константин Черненко су сматрани равноправним кандидатима за ту функцију. Када је коначно објављено саопштење којим се потврђује смрт Брежњева, наведено је да је Јуриј Андропов изабран за председника комитета задуженог за управљање сахраном Брежњева, што сугерише да је Андропов претекао Черњенка као највероватнијег Брежњевљевог наследника.
Избори у Централни комитет којим је Андропов потврђен за генералног секретара одржани су 12. новембра. Пленарни састанак почео је говором Андропова у којем је он најпре хвалио Брежњева, чији се живот „завршио у време када су његове мисли и напори били усмерени на решавање главних задатака економског, друштвеног и културног развоја које је поставио 26. конгреса“, затим се обратио члановима састанка који су се „данас састали како би осигурали наставак сврхе којој је он [Брежњев] дао живот“. Након што је одао минут ћутања у част Брежњева, Черненко је узео реч да говори о изборима. Черненко је у свом говору брзо номиновао Андропова за генералног секретара, наводећи да је Андропов „добро асимилирао, Брежњевљев стил руковођења“ док је „поседовао скромност ... поштовање мишљења других другова, и страст за колективним радом“ . Гласање које је уследило било је једногласно у избору Андропова за новог генералног секретара.

## Погребне услуге
Таманске и Кантемирске гардијске дивизије московске милиције затвориле су центар Москве у петак 12. новембра. Велике авеније су строго чували полиција и московски војни гарнизон, док су испред Дома синдиката стајали војници са црвеним тракама са црним ивицама, а сама зграда је била украшена бројним црвеним заставама и другим комунистичким симболима.
Брежњевљево тело лежало је у стубу, или сали са стубовима, Дома синдиката пуна три дана, у периоду жалости током којег су совјетски грађани, владини званичници и разни страни званице долазили да одају почаст и положе венце на подножје Брежњевљевог одра. Андропов и други чланови Политбироа одали су почаст породици Брежњева, укључујући његову удовицу Викторију Брежњеву, ћерку Галину Брежњеву и сина Јурија Брежњева, који су сви седели у просторији за пријем поред Брежњевљевог одра. Упркос званичном атеистичком статусу совјетске државе, Патријарх Пимен, московски патријарх и поглавар Руске православне цркве, присуствовао је лежању Брежњева заједно са три митрополита и архиепископом. Пимен, који је подржавао совјетску политику у земљи и иностранству, док је свој црквени рад држао „добро у границама које је успоставила држава“, такође је изразио саучешће удовици и ћерки Брежњева током његове посете.
На дан саме сахране, у понедељак 15. новембра, Брежњевљев ковчег је стављен на артиљеријску кочију и одвучен маслинасто-зеленим оклопним возилом Црвене армије БРДМ-2 у поворци до Лењиновог маузолеја на Црвеном тргу. На челу поворке велики портрет Брежњева носили су припадници војске које су, пак, пратили чланови Брежњевљеве породице, десетине венаца и Брежњевљеве војне и цивилне медаље које су носили совјетски пуковници. и други војни официри. Током совјетских сахрана, медаље покојника се стављају на јастуке који касније прате ковчег у процесији до гробнице. Како је Брежњев имао више од две стотине медаља, на сваки јастук је требало ставити неколико. Пратња Брежњева за медаљу на крају је чинила четрдесет четири особе.
Поред совјетских званичника, страних званица и других ВИП личности окупљених на трибини Црвеног трга, на Црвеном тргу се окупио и један број обичних совјетских грађана који су деловали као „тиха“ публика. Због забринутости због великог броја присутних званица, овај правоугаони простор грађана био је окружен дволанчаним безбедносним кордоном војних и цивилних официра, кордон који није прекинут све док и последњи званици нису напустили Црвени трг.

### Говори
Када је погребна поворка стигла на Црвени трг, са балкона Лењиновог маузолеја говор су одржали Андропов, министар одбране Дмитриј Устинов и три представника 'народа': председник Академије наука Анатолиј Александров ; фабрички радник Московског погона рачунских и аналитичких машина Виктор Викторович Пушкарев; и Алексеј Федорович Гордиенко, први секретар Дњепроџержинског градског комитета Комунистичке партије Украјине, града у којем је Брежњев почео свој партијски рад 1937.
Андроповљев хвалоспев је дао похвале за Брежњевљеву политику детанта, где се он „доследно, свом жаром душе борио за опуштање међународних тензија, за избављење човечанства од претње нуклеарног рата“, као и похвале за Брежњевово „јачање кохезија социјалистичке заједнице и јединство међународног комунистичког покрета“. Устинов се на сличан начин дотакао улоге Брежњева као „изванредног архитекте детанта“, док је помињао Брежњевљеву позицију политичког комесара у совјетској 18. армији током Другог светског рата, уз напомену како је Брежњев водио своје људе „ватреном партијском речју“. У похвалном говору Анатолија Александрова је истакнуто како је Брежњев „дубоко и исправно проценио неопходан однос између фундаменталних и примењених истраживања“, при чему је Брежњев пружио „велику помоћ у развоју нових области науке“ кроз „стварање енергетске базе Совјетског Савеза“, и да је тиме је Брежњев „постигао вишеструко повећање економске и одбрамбене моћи наше земље“.
Пушкарјов је похвалио Брежњева због тога што је „колико је био близак свом срцу узео потребе народа, упутства бирача“, док је признао „са великом топлином се односио према свакој особи са којом је морао да се сретне“. Гордијенков похвални говор описао је Брежњева као некога „ретког шарма“ који је „уско повезан са својим родним градом, са нашом градском партијском организацијом“ где је, упркос свом заузетом раду, ипак „налазио времена и прилике да се удуби у наше послове, подржавајући нас са топлу реч и очински савет“. Гордиенко је скренуо пажњу на раднике Дњепрођержинска и читавог Дњепропетровског региона који „стално осећају пажњу и бригу нашег вољеног Леонида Иљича Брежњева“, где су његови „топли, искрени разговори са сународницима“ оставили саговорнике са разумевањем Брежњевљеве „дубоке“. интересовање за њихов живот и рад“.

### Сахрана
Након што су изговорене хвалоспеве, војни оркестар је одсвирао трећи став Шопенове Сонате бр. 2 док су носиоци клевета предвођени Андроповом и Николајем Тихоновим носили ковчег до гробнице која се налазила лево од Јакова Свердлова, помоћника Лењина, и право Феликса Џержинског, оснивача тајне полиције. Породица Брежњева се потом опростила, а његова удовица Викторија и ћерка Галина су пољубиле Брежњева у лице у складу са руским православним традицијама. Док је тело Брежњева спуштено у гроб, тегљачи на реци Москви су затрубили. Одсвирана је совјетска химна уз свечано испаљивање неколико рафала артиљерије. Док су гробари почели да копају земљу, Брежњевљева породица и колеге који су одмах окружили гроб пажљиво су бацали у своје шаке, у складу са совјетским погребним традицијама. По завршетку сахране одржана је војна парада са морнарима у црним униформама, пешадијским трупама у браон, граничним јединицама у тамнозеленим и авијатичарима у плавим униформама који су марширали Црвеним тргом узастопце.
Брежњевљево тело је наводно претрпело два пада пре него што је закопано. Први се догодио 12. новембра када је Брежњевљево тело пало кроз дно ковчега док су га подизали на своје место на његовом катафалку у лежећем стану у Дому синдиката. Након тог инцидента направљен је нови, металом обложен ковчег, а како је 15. новембра спуштан у гроб, гробари нису могли да издрже његову тежину, па је ковчег са гласним треском пао у гроб. Другу појаву пада Брежњевљевог тела оспорава један од гробара, Георгиј Коваленко, који је 1990. дао извештај о том догађају у додатку Собеседник Комсомолској Правди, где је изјавио да је Брежњевљев ковчег спустио „по књизи ... брзо и нежно као брзим лифтом“. Коваленко је навео да је звук који подсећа на тресак који су гледаоци чули на телевизији током директног преноса сахране заправо "звук сата Кремља и топовски поздрав".

## Стране делегације
После сахране на Црвеном тргу, у Кремљу је у Сали Светог Ђорђа одржан погреб за делегације страних државних великодостојника и представника Комунистичке партије, уз присуство четири члана совјетског руководства: генералног секретара Андропова (као шефа ЦПСУ); вршилац дужности председника Василиј Кузњецов (као привремени шеф државе); премијер Тихонов (као шеф владе); и министар Громико (као шеф спољних послова). Свака делегација је стајала у реду по строгом редоследу, прво су били лидери Варшавског пакта и других сателитских земаља, затим лидери страних комунистичких партија и на крају лидери свих осталих земаља.
Велики број страних делегација Комунистичке партије присуствовао је сахрани Брежњева упркос покушајима Међународног одељења да ограничи расипање позива. Не желећи да се појави „ситница“, намере Одељења су осујећене када су делегације једноставно заобишле Департман и отишле у совјетске амбасаде које се налазе у њиховим земљама како би саме „уграбиле“ карте.
Британски министар спољних послова Френсис Пим није успео да убеди премијерку Маргарет Тачер да присуствује сахрани. Тачер, чији су односи са Пимом били „мразни“, остала је „скептична према идеји да би разговори на врху између лидера две суперсиле могли да донесу било шта добро“, и стога је „зазирала од ближег контакта са комунистичким светом“. Тачер је отпустила Пима са места министра спољних послова 1983. и касније је пристала да присуствује сахрани Андропова 1984. и Черненка 1985. године.
Одређени чланови његове владе лобирали су канадског премијера Пјера Трудоа да не присуствује сахрани Брежњева, посебно канадски амбасадор у Сједињеним Државама Алан Готлиб, који је указао на јаку домаћу забринутост пољско-канадске дијаспоре због совјетске подршке ванредном стању у Пољска је заслужила да уместо тога пошаље генералног гувернера Едварда Шрајера. Ипак, Трудо је одлучио да са десетогодишњим сином, будућим премијером Џастином Трудоом, присуствује главној сахрани на Црвеном тргу и државном лежању у Дому синдиката. Погребном пријему одржаном у сали Светог Ђорђа, Пјер Трудо је присуствовао сам.
Индијска премијерка Индира Ганди напустила је Москву одмах након погребног пријема у Сали Светог Ђорђа како би присуствовала сахрани индијског духовног вође Винобе Бхавеа, који је преминуо раније тог дана.
Италија — у то време, западна држава са највећим бројем чланова Комунистичке партије који су служили у влади — послала је делегацију која се састојала од пет појединаца, укључујући председника италијанског Сената и бившег премијера Аминтореа Фанфанија ; министар иностраних послова Емилио Коломбо ; и три од 310 чланова Комунистичке партије који раде у италијанском законодавном телу: сенатор Паоло Буфалини ; члан Представничког дома Ђанкарло Пајета ; и колега члан Представничког дома и генерални секретар Комунистичке партије Италије, Енрико Берлингер.
Иако је била позвана, Албанија је била упадљива по томе што је једина нација предвођена комунистима која није послала делегацију на сахрану.

### америчка делегација
Према речима председника Регана, Совјети су дали предлог да било која америчка делегација на сахрани не би требало да се састоји од више од три особе. Амерички државни секретар Џорџ Шулц и саветник за националну безбедност Вилијам Кларк покушали су да убеде Регана да присуствује сахрани. Реган је, међутим, одлучио да не оде, а званичници администрације су навели разлог да совјетски и амерички лидери никада раније нису чинили такве гестове присуствовања, заједно са забринутошћу због могућности да Реганово присуство буде виђено као „лицемерно држање“ у светлу његових претходних критика. од совјета. Сам Реган је на конференцији за новинаре изјавио да је на његову одлуку да не присуствује додатно утицао сукоб у распореду, а његов сопствени распоред позива на „посете шефа државе следеће недеље“. Ово се односило на предстојећу посету Хелмута Кола, привременог канцелара Западне Немачке од распада социјалдемократске владе Хелмута Шмита у октобру 1982, чија је прва посета Белој кући као канцелара била планирана за понедељак, 15. новембра 1982. дан као сахрана Брежњева. Реган је такође рекао да, иако је "наш циљ и остаће потрага за миром" са Совјетима, верује да би се таква потрага могла наставити "без мог присуства службама".
Уместо сопственог присуства Реган је послао делегацију на челу са потпредседником Бушом, који је у то време био у иностранству и водио турнеју по Африци са седам земаља. Након што је од Регана добио вест да га преусмерава на сахрану, Буш је одлетео из Лагоса у Нигерији у Франкфурт у Западној Немачкој, где је већина његових помоћника и особља који су га пратили на афричкој турнеји искрцана да чека док је Буш наставио пут Москве без њих. По доласку на аеродром Шереметјево 14. новембра, Буш и друга дама Барбара Буш — заједно са Шулцом, која је раније стигла из Вашингтона — одведени су у Дом синдиката где им се придружио амерички амбасадор у Совјетском Савезу. Артур Хартман и амбасадорова супруга Дона. Док је оркестар у Пиллар Халл-у свирао Асеову смрт из Пеер Гинт-а Едварда Грига, петорица Американаца су се у поворци упутили ка подножју Брежњевљевог одра где су одали пошту погнутим главама. Када се група окренула да оде, совјетски службеник за протокол их је упутио у простор где су седели чланови Брежњевљеве породице, након чега је Брежњевова удовица Викторија устала да поздрави Буша, који јој је пренео „саучешће Регана и америчког народа".
Гас Хол, дугогодишњи генерални секретар Америчке комунистичке партије, присуствовао је сахрани Брежњева одвојено од званичне америчке делегације.
Амерички бизнисмен Арманд Хамер, близак Брежњевљев познаник, довео је на сахрану свог пријатеља америчког филмског продуцента Џерија Вајнтрауба. Након што је Вајнтрауб претходно споменуо потпредседнику Бушу да он [Вајнтрауб] није имао позивницу и да неће присуствовати, на крају му је додељена позивница и он је седео у ВИП делу близу Маузолеја, што је изненадило Буша (седи даље) који се питао како је да је дошао да види Вајнтрауба „не само на сахрани, већ у основи седећи у ковчегу“. Према Вајнтраубу, Буш се жалио да су он и Шулц седели „позади, даље од камера” јер „Руси нису желели да их виде на телевизији”. Док је био удаљенији од маузолеја него што је био Вајнтрауб, Буш је и даље седео из своје перспективе „веома близу предње стране“ (првих неколико редова трибине на Црвеном тргу) нудећи Бушу изгледну тачку за „елитну људску публику која се креће, маше рукама стража улази“.

#### Састанак Буш–Андропов
Након погребног пријема у сали Светог Ђорђа, Андропов и министар иностраних послова Громико одржали су формални седећи састанак са Бушом, Шулцом и Хартманом у једној од државних пријемних соба у Кремљској палати. Састанак је био највиши ниво одржан између Американаца и Совјета од самита Картер – Брежњев3+1/2 године раније. Током састанка Андропов је изразио забринутост у вези са Сједињеним Америчким Државама, посебно своје уверење да „због америчких акција, тренутно готово цео залиха стабилности између две земље ... је неопрезно протраћено.“ Андропов је критиковао „америчко мешање у унутрашње совјетске послове“ непосредно пре него што је завршио своју изјаву, у ком тренутку је издао извињење што је критиковао Сједињене Државе „на ово, а не на најповољнија прилика“ где су „он [Буш] и Шулц дошли у Москву да изразе саучешће и саучешће Совјетском Савезу у овом тренутку туге“. тврдње или „детаљирање листе совјетских акција које бисмо сматрали непријатељским“. Буш је даље описао аспекте сахране који су га заинтересовали, као што су „младићи који су данас марширали у паради на церемонији“, приказ који га је радо подсећао на своја четири сина (који су били сличних година). Буш је такође поменуо своју наду да ће повезани америчко – совјетски преговори који су у то време у Женеви и даље „дати плодове“.
Након састанка са Андроповом, Буш и Шулц су одведени у америчку амбасаду да се састану са седам пентекосталаца који су се склонили унутра и живели у амбасади од јуна 1978. након што им је одбијена излазна визе из Совјетског Савеза. И Буш и Шулц су изразили наду да ће „ускоро доћи време када могу да оду“. Буш је затим одведен на аеродром где је, након кратког заустављања у Франкфурту да покупи своје помоћнике и особље, наставио своју афричку турнеју одлетевши у Хараре у државну посету Зимбабвеу.
У свом извештају о поступку сахране који је Буш послао Регану док је још био на Аир Форце Тво-у, Буш је навео да је Андропов „изгледао сигуран у себе“ и да је „већи део реторике био предвидљив и оптужујући“.  Буш је описао једини тренутак лакомислености током састанка са Андроповом када се Андропов „насмејао“ на Бушову сугестију да свако од њих има нешто заједничко, са Бушовим директором ЦИА у исто време када је Андропов био задужен за КГБ.
Шулц се састао са Реганом у Овалној канцеларији по повратку у Вашингтон како би разговарали о посети на сахрани. Шулц је признао да се његов првобитни инстинкт који је фаворизовао Реганово присуство на сахрани показао погрешним и да је Реган „био у праву што није отишао“.

### Списак страних званица
Страни званице који су присуствовали сахрани Брежњева:
- Oliver Tambo · Председник Националног Афричког Конгреса
- Mohamed Chérif Messaadia · Генерални секретар алжирског Фронта националног ослобођења
- Жозе Едуардо дос Сантос · Председник Анголе
- Adnan Omran · Заменик генералног секретара Арапске лиге
- Julio Martínez Vivot · Министар одбране Аргентине
- Zelman Cowen · Бивши аустралијски генерални гувернер
- Рудолф Кирхшлегер · Председник Аустрије
- Willibald Pahr · Аустријски министар иностраних послова
- Franz Muhri · Председник Комунистичке партије Аустрије
- A. Mahmoud · Представник Бахреинског Фронт националног ослобођења.
- Rear Adm. M.H. Ali Khan · Заменик главног администратора за војно право и министар саобраћаја и комуникација Бангладеша
- Manzurul Ahsan Khan · Генерални секретар комунистичке партије Бангладеша
- Wilfried Martens · Белгијски премијер
- Louis Van Geyt · Председник Комунистичке партије Белгије
- Romain Vilon Guézo · Председник Бенина
- Jorge Kolle Cueto · Bolivian Communist Party general secretary
- Samuel Akuna Mpuchane · Botswanan High Commissioner to the Court of St James's
- Sizinio Pontes Nogueira · Бразилски амбасадор у СССР-у
- Тодор Живков · Генерални секретар комунистичке партије Бугарске
- Grisha Filipov · Бугарски премијер
- U Kyaw Khin · Амбасадор Бурме у СССР-у
- Emile Mworoha · Председник националног удружења Бурундија
- Samuel Eboua · Камерунски министар пољопривреде
- Пјер Тридо · Канадски премијер
- William Kashtan · Генерални секретар комунистичке партије Канаде
- Abílio Duarte · Министар спољних послова Зеленортских острва
- Luis Corvalán · Генерални секретар комунистичке партије Чилеа
- Huang Hua · Министар спољних послова Кине
- Héctor Cherry · Колумбијски представник Уједињених нација у Европи
- Manuel Cepeda Vargas · Колумбијски представник комунистичке патрије
- Шаблон:Подаци о застави PR Congo Denis Sassou Nguesso · Председник НР Конга
- Фидел Кастро · Председниик Кубе
- Carlos Rafael Rodríguez · Потпредседник Кубе
- Ramiro Valdés Menéndez · Министар унутрашњих послова Кубе
- Spyros Kyprianou · Председник Кипра
- Густав Хусак · Председник Чехословачке
- Lubomír Štrougal · Премијер Чехословачке
- C. Lovetinsky · Чехословачки амбасадор у СССР-у
- Prince Henrik · Дански представник круне
- Uffe Ellemann-Jensen · Дански министар спољних послова
- Jørgen Jensen · Председник комунистичке партије Данске
- Narciso Isa Conde · Генерални секретар комунистичке партије Доминиканске Републике
- Mamdouh Salem · Бивши премијер Египта
- Michel Kamel · Генерални секретар комунистичке партије Египта
- Khaled Mohieddin · Генерални секретар националне напредне партије Египта
- Mario Aguiñada Carranza · Члан комунистичке партије Салвадора
- Mengistu Haile Mariam · Председник војног савета Етиопије
- Mauno Koivisto · Председник Финске
- Jouko Kajanoja · Председник комунистичке партије Финске
- Pierre Mauroy · Француски премијер
- Claude Cheysson · Француски министар спољних послова
- Maurice Faure · French National Assembly foreign affairs chairman
- Georges Marchais · French Communist Party general secretary
- Erich Honecker · East German Socialist Unity Party general secretary and State Council chairman
- Willi Stoph · East German Council of Ministers chairman
- Horst Sindermann · East German Volkskammer president
- Gerald Götting · East German State Council deputy chairman
- Günter Mittag · East German Socialist Unity Party economic minister
- Karl Carstens · West German president
- Ханс-Дитрих Геншер · West German vice chancellor and foreign minister
- Herbert Mies · West German Communist Party chairman
- Шаблон:Подаци о застави DE-BE Horst Schmitt · West Berliner Socialist Unity Party chairman
- Андреас Папандреу · Greek prime minister
- Charilaos Florakis · Greek Communist Party general secretary
- Paul Scoon · Grenadian governor-general
- Bernard Coard · Grenadian deputy prime minister and finance minister[91]
- Louis Lansana Beavogui · Guinean prime minister
- Luís Cabral · Bissau-Guinean former president and PAIGC central committee general secretary
- Bishwaishwar Ramsaroop · Guyanese vice president
- Cheddi Jagan · Guyanese National Assembly minority leader and People's Progressive Party general secretary
- René Théodore · Haitian Communist Party general secretary
- Rigoberto Padilla Rush · Honduran Communist Party general secretary
- Haraldur Kröyer · Icelandic ambassador to the Soviet Union
- Индира Ганди · Indian prime minister
- N.K. Krishnan · Indian Communist Party national council secretary
- Adam Malik · Indonesian vice president
- Mostafa Mir-Salim · Iranian presidential representative and advisor
- Taha Muhie-eldin Marouf · Iraqi vice president
- Patrick Hillery · Irish president
- Michael O'Riordan · Irish Communist Party general secretary
- Meir Vilner · Israeli Communist Party general secretary and Hadash coalition Knesset member
- Amintore Fanfani · Italian Senate of the Republic president and former prime minister
- Emilio Colombo · Italian foreign minister
- Paolo Bufalini · Italian Communist Party member of the Senate of the Republic and Party Provincial Federation of Rome secretary
- Enrico Berlinguer · Italian Communist Party general secretary and member of the Chamber of Deputies
- Giancarlo Pajetta · Italian Communist Party member of the Chamber of Deputies and member of the European Parliament
- Zenkō Suzuki · Japanese prime minister
- Mitsuhiro Kaneko · Japanese Communist Party general secretary
- Ichio Asukata · Japanese Socialist Party chairman
- Mudar Badran · Jordanian prime minister and defense minister
- Heng Samrin · Kampuchean People's Revolutionary Party general secretary and Council of State president[г]
- Robert Ouko · Kenyan foreign minister
- Pak Song-chol · North Korean vice president
- Abdulaziz Hussein · Kuwaiti minister of state for cabinet affairs
- Prince Souphanouvong · Laotian president
- Phoumi Vongvichit · Laotian deputy prime minister
- Ibrahim Halawi · Lebanese economic, trade, and tourism minister
- George Hawi · Lebanese Communist Party general secretary
- Evaristus Rets'elisitsoe Sekhonyana · Lesothoan deputy prime minister
- Abdul Salam Jalloud · Libyan former prime minister
- Colette Flesch · Luxembourgish vice president and minister of foreign affairs, justice, and economics
- René Urbany · Luxembourgish Communist Party president
- E. Rabeuni · Malagasy Military Development Committee chairman
- Муса Траоре · Malian president
- Agatha Barbara · Maltese president
- Anthony Vassallo · Maltese Communist Party general secretary
- Philibert Duféal · Martinican Communist Party general secretary
- Miguel González Avelar · Mexican Senate of the Republic president
- Yumjaagiin Tsedenbal · Mongolian Chairman of the Presidium of the People's Great Khural
- Jambyn Batmönkh · Mongolian Council of Ministers chairman
- D. Gotov · Mongolian ambassador to the Soviet Union
- Prince Sidi Mohammed bin Hassan al-Alawi · Moroccan crown representative
- Ali Yata · Moroccan Party of Progress and Socialism general secretary
- Samora Machel · Mozambican president
- Gijs van Aardenne · Dutch vice prime minister and economic affairs minister
- Daniel Ortega · Nicaraguan president
- Moumouni Adamou Djermakoye · Nigérien public health and social affairs minister
- Alex Ifeanyichukwu Ekwueme · Nigerian vice president
- Prince Harald · Norwegian crown representative
- Kåre Willoch · Norwegian prime minister
- Hans Kleven · Norwegian Communist Party chairman
- Muhammad Zia ul-Haq · Pakistani president
- Јасер Арафат · Palestine Liberation Organization chairman
- Na’im al-Ashab · Palestinian Communist Party central committee politburo member and Jordanian Communist Party representative
- Ananías Maidana Palacios · Paraguayan Communist Party central committee political commission member
- Имелда Маркос · Filipino first lady, Metro Manila governor, and human settlements minister
- Војћех Јарузелски · Polish premier and National Salvation Military Council chairman
- Henryk Jabłoński · Polish Council of State chairman
- Vasco Futscher Pereira · Portuguese foreign minister
- Álvaro Cunhal · Portuguese Communist Party general secretary
- Nicolae Ceaușescu · Romanian president
- Constantin Dăscălescu · Romanian prime minister
- Ștefan Andrei · Romanian foreign minister
- Libero Barulli and Maurizio Gobbi · Sammarinese captains regent
- Ermenegildo Gasperoni · Sammarinese Communist Party chairman and former captain regent
- Amath Dansokho · Senegalese Party of Independence and Labour deputy general secretary
- Jacques Hodoul · Seychellois foreign minister
- Sorie Ibrahim Koroma · Sierra Leonean vice president
- Moses Mabhida · South African Communist Party general secretary
- Sam Nujoma · South West Africa People's Organisation president
- José Pedro Pérez-Llorca · Spanish foreign minister
- Jaime Ballesteros Pulido · Spanish Communist Party deputy general secretary
- Francisco Romero Marín · Spanish Communist Party central committee presidium member
- Francisco López Real · Spanish Socialist Workers' Party executive committee member
- Abdul Cader Shahul Hameed · Sri Lankan foreign minister
- Prince Bertil · Swedish crown representative
- Олоф Палме · Swedish prime minister
- Rolf Hagel · Swedish Communist Party president
- Bo Hammar · Swedish Communist Left Party executive committee member
- Pierre Aubert · Swiss vice president
- Armand Magnin · Swiss national councillor and Labour Party general secretary
- Hafez al-Assad · Syrian president
- D. Naame · Syrian Communist Party representative
- Aboud Jumbe · Tanzanian vice president and Zanzibari Revolutionary Council chairman
- Mohammed Chaker · Tunisian justice minister
- Mohamed Harmel · Tunisian Communist Party general secretary
- Bülend Ulusu · Turkish prime minister
- Paulo Muwanga · Ugandan vice president
- Francis Pym · British foreign secretary
- Iain Sutherland · British ambassador to the Soviet Union (crown representative)
- Gordon McLennan · British Communist Party general secretary
- Хавијер Перез де Куељар · United Nations secretary general
- Шаблон:Подаци о застави UNESCO Chikh Békri · UNESCO deputy director-general
- Џорџ Буш старији · American vice president
- Џорџ Шулц · American secretary of state
- Gus Hall · American Communist Party general secretary
- Rodney Arismendi · Uruguayan Communist Party general secretary
- Giovanni Battista Marini Bettolo Marconi · Pontifical Academy of Sciences academician council-member and Accademia dei XL president
- José Alberto Zambrano Velasco · Venezuelan foreign minister
- Trường Chinh · Vietnamese Council of State chairman
- Nguyễn Cơ Thạch · Vietnamese foreign minister
- Ali Abdullah Saleh · North Yemeni president
- Ali Nasser Mohammed · South Yemeni Socialist Party general secretary, Supreme People's Council presidium chairman, and prime minister
- Петар Стамболић · Yugoslav president
- Лазар Мојсов · Yugoslav foreign minister
- Милојко Друловић · Yugoslav ambassador to the Soviet Union
- Humphrey Mulemba · Zambian United National Independence Party general secretary
- Canaan Banana · Zimbabwean president

1. ↑  According to Brezhnev's physicians these included the medications secobarbital, diazepam, nitrazepam and lorazepam.[5]
2. ↑  Although Brezhnev's predecessor Nikita Khrushchev did make a formal request to the Central Committee asking to be released from his duties as general secretary due to "advanced age" and the "state of his health",[8] minutes from the meetings held on 13–14 October 1964 indicate his request was not voluntary, with Khrushchev given no choice in the matter to request otherwise.[9]
3. ↑  The barber Tolya visited Brezhnev twice daily: in the morning for his shave and to have his hair coiffured, and in the afternoon following Brezhnev's midday sleep to have his hair coiffured a second time.[41] According to Medvedev, Tolya's inebriated appearance at Brezhnev's final hair appointment was not an isolated occurrence.[42]
4. ↑  Kampuchea's de facto government sent their representative to Brezhnev's funeral while its de jure government in exile did not attend.